# Pedrolino

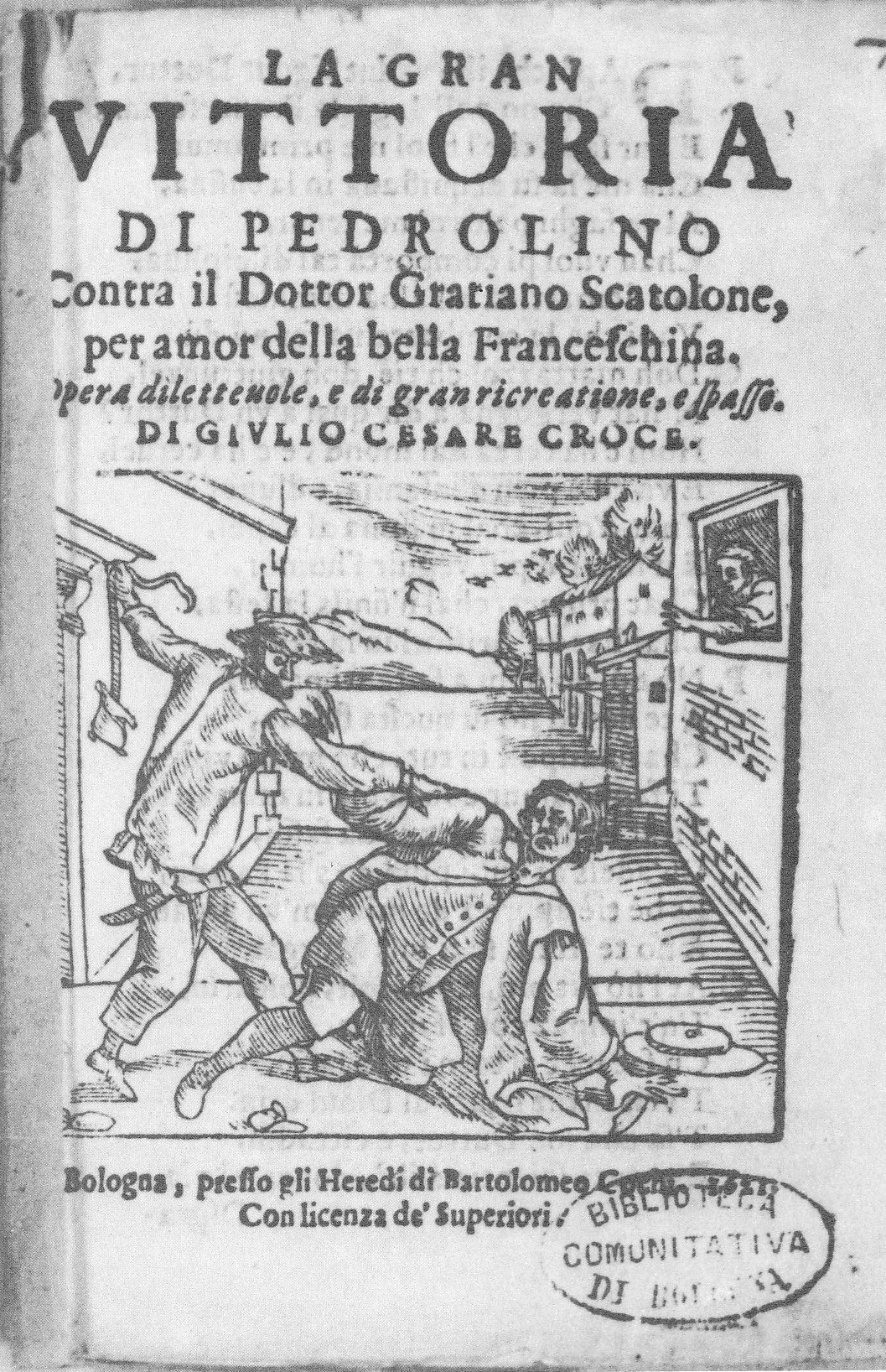
La Grande Victoire de Pedrolino de Giulio Cesare Croce. Gravure de la page de titre, 1621.

Pedrolino est un zanni, ou valet comique, de la Commedia dell'arte ; son nom est un hypocoristique de Pedro (Pierre), grâce au suffixe -lino. Ce personnage a fait son apparition dans le dernier quart du XVIe siècle, apparemment inventé par l'acteur longtemps identifié au rôle, Giovanni Pellesini. Les illustrations d'époque suggèrent que sa blouse et ses pantalons blancs constituaient « une variante du costume typique des zanni » et son dialecte bergamasque le désignait comme un membre de la « basse » classe rurale. Mais si son costume et son statut social manquaient de distinction, ce n'était pas le cas de son rôle dramatique : « premier » zanni à multiples facettes, son personnage est riche en incongruités comiques.
De nombreux historiens du théâtre établissent un lien entre le Pedrolino italien et le Pierrot français plus tardif de la Comédie-Italienne et, bien que ce lien soit possible, il reste non-prouvé et semble improbable, à juger par le peu de preuves dans les premiers canevas italiens.

## Type, rôle dramatique et personnage
Pedrolino apparaît dans quarante-neuf des cinquante canevas d’Il teatro delle favole rappresentative de Flaminio Scala (1611) et dans trois pièces non-datées de la collection de manuscrits « Corsini ». Il apparait aussi en 1587 sous le nom « Pedrolin » dans une comédie scénarisée par Luigi Groto, La Alteria. Tout ceci montre comment il a été conçu et joué. C'est de toute évidence un type de ce que Robert Storey appelle « l'esprit social », habituellement incarné par « l'entremetteur, le serviteur habile, l'esclave rusé », qui « survit en se mettant au service des autres ». Dans les canevas de Scala, qui offrent l'exemple le plus révélateur de son personnage, il est invariablement le « premier » zanni, un type qui se différencie du « second » zanni par son rôle dans l'intrigue. Le critique et historien Constant Mic explique cette différence lorsqu'il note que le premier zanni

« organise volontairement la confusion, [alors que] le second crée des perturbations par sa maladresse. Le second zanni est un parfait ignare, mais le premier laisse parfois entrevoir une certaine instruction. Le premier zanni incarne l'élément dynamique et comique de la pièce, le second son élément statique. »

Puisque sa fonction est de « faire avancer la pièce », Pedrolino semble trahir, selon les mots de Storey, « un aspect de Janus » : « Il peut œuvrer habilement dans l'intérêt des amoureux dans une pièce – par exemple dans Li Quattro finti spiritati (Les Quatre Faux Esprits) en se déguisant en magicien et en faisant croire à Pantalon que la « folie » d'Isabella et Oratio ne peut être guérie qu'en les mariant ensemble —, puis, dans Gli avvenimenti comici, pastorali e tragici (Événements comiques, pastoraux et tragiques), satisfaire son capricieux sens de l'humour en combinant les malheurs de jeunes gens. » Son personnage est si multiforme que son intelligence laisse souvent place à la crédulité (comme lorsqu'on lui fait croire qu'il était ivre quand il a appris l'infidélité de sa femme et qu'il a simplement imaginé toute la liaison) et ses manœuvres peuvent être parfois mises en échec par une sentimentalité grotesque (lorsqu'il partage en pleurant comme un veau un bol de macaronis avec Arlequin et Burratino (en)). Malgré de telles incohérences de caractère et de comportement, il possède (ou au moins possédait pour le public de la Renaissance) une identité « immédiatement reconnaissable ». Selon Richard Andrews, « Cette reconnaissance venait de son costume, de son langage corporel, et plus encore de sa manière de parler, qui pour le public italien était basé sur un dialecte régional ainsi que des idiosyncrasies plus personnelles ». Cette reconnaissance venait aussi de son goût espiègle de faire le mal : « Il prend un plaisir enfantin à faire des farces et des canulars », écrit un pratiquant actuel de la Commedia dell'arte, « mais pour le reste ses intrigues sont au service de son maître... Parfois, cependant, le mieux qu'il puisse combiner est d'échapper au châtiment que les autres lui réservent. » Naïvement instable, il peut être amené à la violence sous l'effet de la colère, mais, en accord avec les règles de la comédie, sa pugnacité est habituellement déviée ou déjouée.

## Pellesini
Pedrolino apparaît pour la première fois dans la commedia dell'arte en 1576, quand son interprète Giovanni Pellesini (c. 1526-1616) se présenta à Florence, apparemment à la tête de sa propre troupe appelée Pedrolino. Membre de certaines des compagnies théâtrales les plus illustres du XVIe et du XVIIe siècle — les Confidenti, Uniti, Fideli, Gelosi et Accessi – Pellesini était de toute évidence « une guest star très recherchée et grassement payée. » Son statut est souligné par le fait que Pedrolino figure de façon prédominante dans les canevas de Scala, puisque, comme l'expose K.M. Lea, celui-ci les a compilés en songeant « aux principaux acteurs de son temps... sans considérer la composition des troupes à une période particulière. » Pedrolino — et Pellesini — faisaient donc partie des étoiles les plus brillantes des débuts de la Commedia dell'Arte. Malheureusement pour lui, Pellesini joua trop longtemps pour conserver ce lustre : lorsqu'il parut en 1613 — à 87 ans — avec la compagnie du duc de Mantoue au Château de Fontainebleau et au Palais du Louvre, Malherbe écrivit à ce sujet :

« Arlequin est certainement bien différent de ce qu'il a été, et aussi est Petrolin : le premier a cinquante-six ans et le dernier quatre-vingts et sept ; ce ne sont plus âges propres au théâtre : il y faut des humeurs gaies et des esprits délibérés, ce qui ne se trouve guère en de si vieux corps comme les leurs. »

## Pedrolino et Pierrot
Puisque leurs noms ont le même sens (Petit Pierre) et qu'ils ont le même statut dramatique et social de serviteurs comiques, de nombreux auteurs ont conclu que Pedrolino est soit « l'équivalent italien » soit l'ancêtre direct du Pierrot français du XVIIe siècle. Mais il n'existe pas de textes du XVIIe siècle établissant un lien entre les deux types. « Dominique » Biancolelli, Arlequin de la première troupe du Théâtre italien de Paris dans laquelle Pierrot apparait sous ce nom, affirme que celui-ci avait été conçu comme un Polichinelle, et non comme un Pedrolino : « La nature du rôle », écrit-il,

« est celle d'un Polichinelle napolitain un peu modifié. En fait, le canevas napolitain admet, au lieu d'Arlequin et Scapin, deux Polichinelles, l'un un voyou intrigant, l'autre un imbécile. Ce dernier est le rôle de Pierot. »

— (sic)
Une source plus directe est le Pierrot du Don Juan de Molière, un paysan patoisant et amoureux (1665). Huit ans après l'énorme succès de sa première représentation, les comédiens italiens parodièrent la comédie de Molière avec un Addendum au Festin de pierre où Pierrot apparait pour la première fois sous ce nom parmi les autres masques. Il était joué par un certain Giuseppe Giaratone, un acteur qui serait identifié avec le personnage pour le quart de siècle suivant. Comme celui de Molière, le Pierrot de Giaratone était amoureux, une maladie dont n'était pas atteint Pedrolino. Et, bien que Giaratone jouât habituellement Pierrot comme un zanni italien, ce n'est probablement pas par accident que, dans plusieurs des pièces laissées par la troupe, Pierrot est dépeint comme un paysan patoisant à la mode française.
Pedrolino et Pierrot se distinguent clairement par leurs fonctions respectives dans les intrigues. Pedrolino, premier zanni, est comme le note Mic, l'élément dynamique des pièces ; Pierrot est un second zanni, statique. Il apparait, comme écrit Storey, « comparativement isolé de ses compagnons masques dans toutes les pièces du Théâtre italien, à de rares exceptions, restant à la périphérie de l'action pour commenter, conseiller, réprimander, mais prenant rarement part au mouvement qui l'entoure. » Le personnage de Pedrolino, par contraste, n'est pas du genre à se tenir tranquille.